# Йоаким III Търновски
 Тази статия е за българския патриарх.  За вселенския патриарх вижте Йоаким III Константинополски.  
Йоаким III е български патриарх от XIII век.
През 1284 г. Георги I Тертер връща в Константинопол знатната си византийска съпруга, която дотогава държал в почетен плен, а в замяна бившата му жена и майка на Светослав Тертер е освободена. Синът му обаче Светослав Тертер е задържан в плен като гаранция за мира.
На следващата година патриарх Йоаким III отива в Константинопол и успява да уговори освобождаването му.
През 1299 г. цар Светослав Тертер го обвинява в държавна измяна, заради подозрителни връзки с татарите и нарежда да го хвърлят от крепостната стена в пропастта, прокопана от река Янтра. Българската православна църква обаче не признава обвиненията срещу патриарха и името му е вписано в т.нар. Борилов Синодик.